# 槟城市立体育场
槟城市立体育场（英語：City Stadium）位于马来西亚槟城州乔治市内一座体育场，现时为马来西亚超级足球联赛球会槟城主场。